# Alteuropa (Sprachforschung)
Der Begriff Alteuropa wird seit dem 19. Jahrhundert in der Archäologie, der historischen Ethnologie und der Linguistik für die Zeit der Ur- und Frühgeschichte in Europa verwendet, insbesondere für vermutete Kulturen und Völker vor der Nachweisbarkeit indogermanischer Kulturen in Mittel- und Westeuropa. Davon streng zu unterscheiden ist die in der Geschichtswissenschaft vorgeschlagene Epoche Alteuropa.

## Allgemeines
Die Diskussion ist mit der Frage der Herkunft („Urheimat“) der Indogermanen und dem Ablauf der Ausweitung ihrer Kultur und Sprache bzw. der Einwanderung indogermanischer Völker verknüpft. Die Theorie des vorindoeuropäischen Alteuropa hängt von der Annahme ab, dass die Ausbreitung der indogermanischen Sprache mit einer physischen Einwanderung einer neuen Bevölkerung einherging. Daher werden europäische Kulturen vor den Indogermanen als „alteuropäisch“ bezeichnet. Archäologische Indizien für die Ausbreitung einer indogermanischen Ursprache während des Neolithikums wurden unter anderem mit der Anatolien-Hypothese von Colin Renfrew erbracht. Marija Gimbutas nahm eine indogermanische Einwanderung im Jung-/Endneolithikum an. 
Von dem Alteuropa-Begriff, wie ihn etwa Gimbutas oder Renfrew verwenden, ist der Begriff in der Kombination Alteuropäische Hydronymie zu unterscheiden.
Dieser bezieht sich in der Namensforschung auf Gewässernamen, die aus früh- oder prähistorischer Zeit stammen, die jedoch nach Meinung einiger Forscher indogermanisch, nach Meinung anderer Forscher hingegen vor-indogermanisch sind. Als ein Erklärungsversuch für diese Gewässernamen als nicht-indogermanisch ist die Vaskonische Hypothese anzusehen, die eine in Alteuropa verbreitete vaskonische Sprachfamilie annimmt.

## Einzelne Theorien

### Marija Gimbutas
Der Begriff Alteuropa wurde von der Archäologin Marija Gimbutas für archäologische Kulturen des Neolithikums und der frühen Kupferzeit in Europa verwendet. Gemäß Marija Gimbutas sei Alteuropa vor Einwanderung der Indogermanen im Wesentlichen friedfertig und matrilinear organisiert gewesen. Es gebe keine Anzeichen für Gewalt und soziale Ungleichheit. Auch Frauen und Männer seien ungeachtet der matrilinearen und matrilokalen Verwandtschaftsorganisation weitgehend gleichberechtigt gewesen. Die alteuropäischen Kulturen in diesem Sinne haben sich von West- über Mitteleuropa, den Donauraum bis hin zum Mittelmeerraum und Anatolien erstreckt.
Im religiösen Bereich spielten Frauen eine große Rolle. Die überwältigende Anzahl der ausgegrabenen Figurinen ist weiblich, nur 2–3 % männlich. In ihrem Buch The Language of the Goddess untersuchte Marija Gimbutas das Symbolsystem und Ikonographie der Gottheiten Alteuropas. Sie konnte eine Vielzahl von unterschiedlichen Göttinnen-Darstellungen nachweisen, die teilweise über lange Zeiträume hinweg weitgehend konstant geblieben sind. Beispiele sind die Vogelgöttin, die Schlangengöttin und die Große Göttin von Leben, Tod und Wiedergeburt.
Marija Gimbutas glaubte weiterhin, dass im Neolithikum die biologische Vaterschaft unbekannt gewesen sei.

### Kritik und weitere Forschungen
Der Archäologe Svend Hansen spekuliert über Zusammenhänge der religions- und ereignisgeschichtliche Konzeption von Gimbutas mit der Eranos-Tagung von 1938. Allerdings kann er nicht nachweisen, dass Marija Gimbutas diese Tagung oder ihre Inhalte gekannt hatte. 
Die Archäologin Lynn Meskell bezeichnete Gimbutas Vorstellung von Alteuropa als ein „feministisches Utopia“, das von zeitgeschichtlichen Projektionen durchdrungen sei. Sie legte eine Übersicht kritischer Beiträge zu diesem Konzept vor.
Gegen ein ausschließlich friedliches Alteuropa sprechen Belege von Massakern gegen Ende der Linienbandkeramischen Kultur um 5000 v. Chr., wie das Massaker von Talheim in Baden-Württemberg. Ein ähnlicher und zeitgleicher Befund liegt von Schletz in Niederösterreich vor.
Demgegenüber versuchte der Sprachwissenschaftler Harald Haarmann in seiner Theorie einer Donauzivilisation den friedlichen, egalitären und matristischen Charakter Alteuropas zumindest für den Donauraum zu bestätigen. Hierfür sprechen seiner Meinung nach zahlreiche Merkmale: das Fehlen einer Differenzierung zwischen Arm und Reich, etwa in der Ausstattung der Gräber, das Fehlen von Herrscherinsignien, das Fehlen herrschaftlicher Bauten (z. B. Paläste), die in ihrer überwältigenden Mehrheit weiblichen Figurinen und die vermutlich überwiegend weiblichen Gottheiten.

## Völker
Zu den vermuteten vorindogermanischen Völkern des Alten Europas zählen (teilweise auch anatolischer Herkunft):
- die Basken,
- die Etrusker,
- die Pelasger,
- die Leleger,
- die Iberer,
- die Ligurer (unsicher),
- die Räter,
- die Sikanen (unsicher),
- die Minoer (unsicher),
- die Lusitanier (fraglich),
- die Bandkeramiker,
- die Vinča-Kultur

und andere.
Sie gelten demnach als älter als die keltischen Stämme, wurden von ihnen aber zum größten Teil assimiliert, bevor diese wiederum vor allem sprachlich von den Italikern romanisiert wurden. Andere, wie die bei antiken Autoren als vorgriechische Bevölkerung erwähnten Pelasger und Leleger, wurden angeblich von griechischen Stämmen assimiliert. Wiederum andere, wie die Basken, bestehen bis heute als sprachliche Einheit fort. Eine Zugehörigkeit zu einer gemeinsamen vaskonischen Sprachfamilie lässt sich nicht für alle diese Völker plausibel annehmen, wohl aber für einige.